# Estante (mueble)

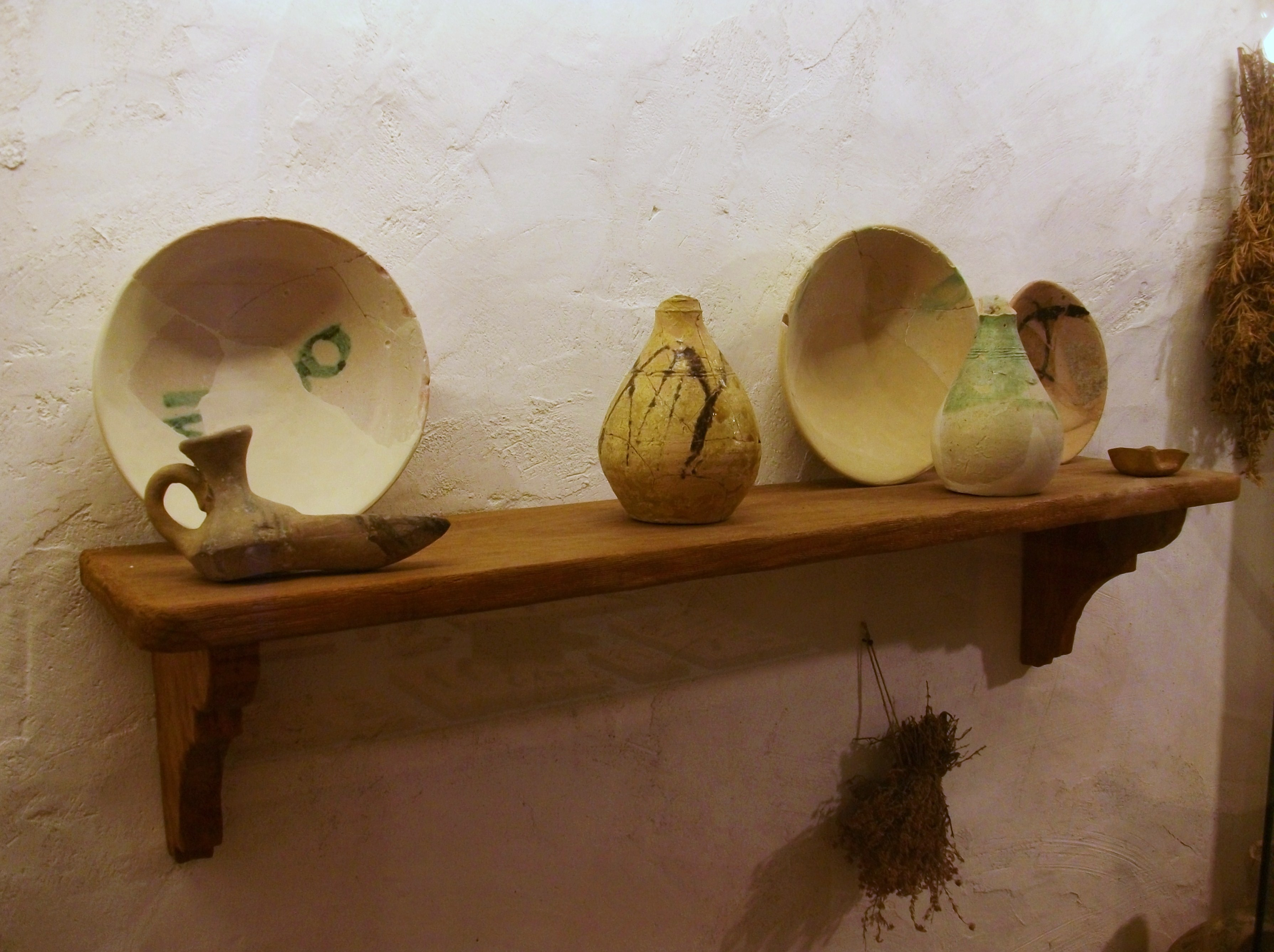
Un estante simple de madera en una pared

Un estante es el soporte fabricado en obra (ladrillo, escayola, etc.), madera, metal u otro material resistente, como derivados del vidrio y el plástico, que aplicado o instalado horizontalmente en paredes, muros, muebles o armarios, o disponiendo de patas, sirve de superficie de base de muy variado uso en casas, establecimientos de venta, industrias, talleres, etc. Un estante también se conoce como "mostrador", "repisa", "repisa de la chimenea" o "anaquel". 
Un estante puede fijarse a una pared u otra superficie vertical, estar suspendido de un techo, ser parte de una unidad de marco independiente o puede ser parte de un mueble como un gabinete, librero, centro de entretenimiento, algunos cabeceros, etc. Por lo general, de dos a seis estantes forman una unidad, cada estante se fija perpendicularmente a los soportes verticales o diagonales y se coloca en paralelo uno encima del otro. Se puede acceder a los estantes independientes desde uno o ambos lados más largos. Un estante con soportes internos ocultos se denomina estante flotante. Un estante o estuche diseñado para guardar libros es un librero.
La longitud del estante se basa en las limitaciones de espacio de su ubicación y la cantidad de peso que se espera que sostenga. La distancia vertical entre los estantes se basa en las limitaciones de espacio de la ubicación de la unidad y la altura de los objetos; Los sistemas de estanterías ajustables permiten modificar la distancia vertical. La unidad puede ser fija o alguna forma de estantería móvil. La estantería para trabajos pesados se denomina estantería de paletización. En una tienda, el borde frontal del estante debajo del objeto guardado puede usarse para mostrar el nombre, número de producto, precio y otra información sobre el objeto.

## Etimología
Estante proviende de la palabra estar y -nte, del latín stans, -antis.

## Materiales

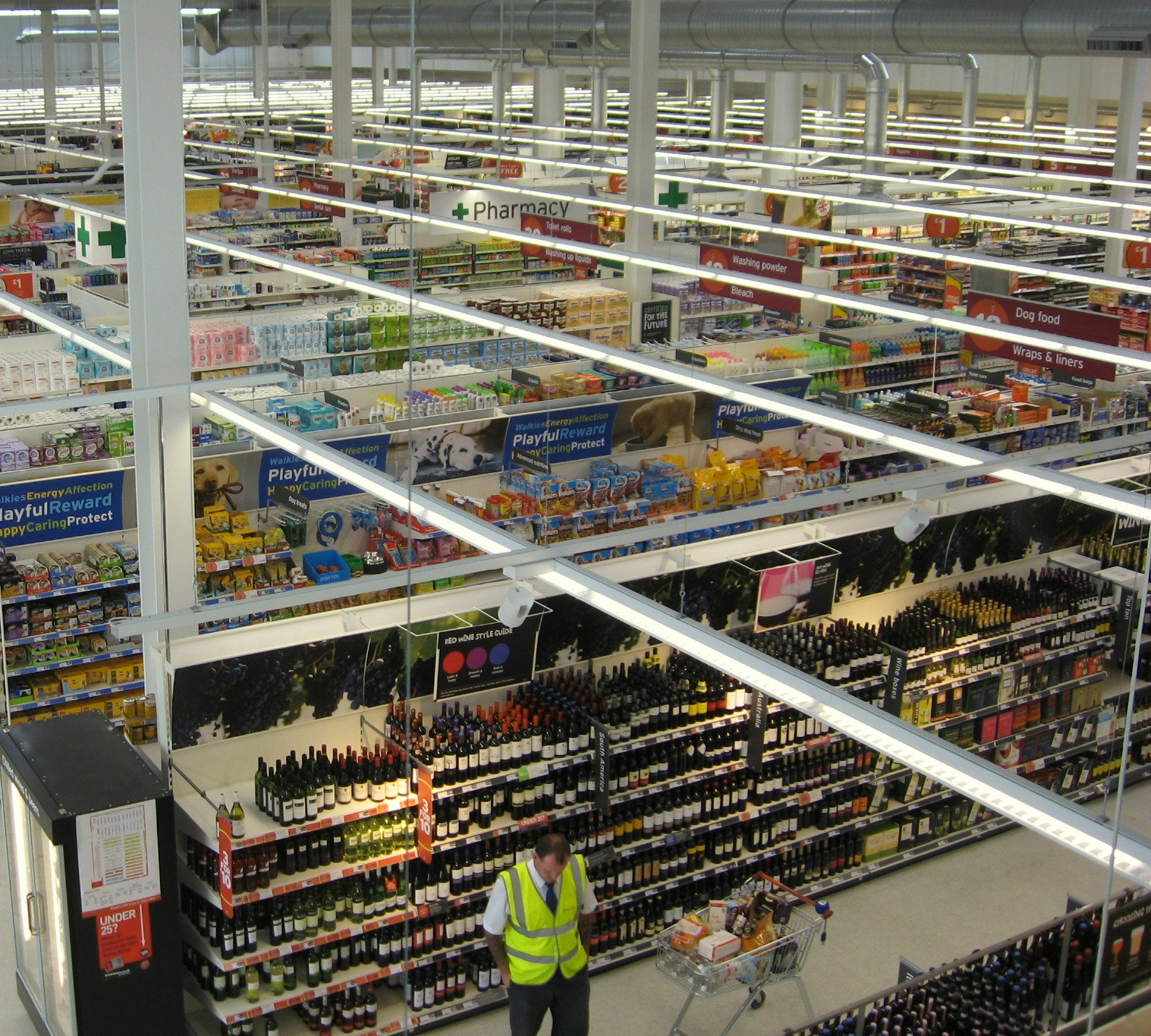
Megaestructura de estantes en unas tiendas por departamentos londinenses.

Los estantes normalmente están hechos de materiales resistentes como la madera, bambú o acero, aunque los estantes para contener objetos más livianos pueden estar hechos de vidrio o plástico. Los estantes DIY incluso se pueden hacer con una puerta vieja, lápices de colores o libros.

## Sinónimos
Julio Casares, en su diccionario ideológico anota como sinónimos de estante: anaquel, anaquelería, andén, andana, entrepaño, plúteo, estrada, tabla y armario; añadiendo como apliques similares "repisa", "balda", "velonera" y "poyata". En el contexto del mobiliario de cocina tradicional, propone también vasar, vasera, "leja", sobrado, "revellín" (en las chimeneas), "aparador", "alcarracero", "escudillero" y "cantarera" o "zafariche". En arquitectura, por "ménsula". En Hispanoamérica se aplica a los compartimentos de los frigoríficos y otros electrodomésticos de almacenaje, conservación e incubación.

Tipos de estantes según uso
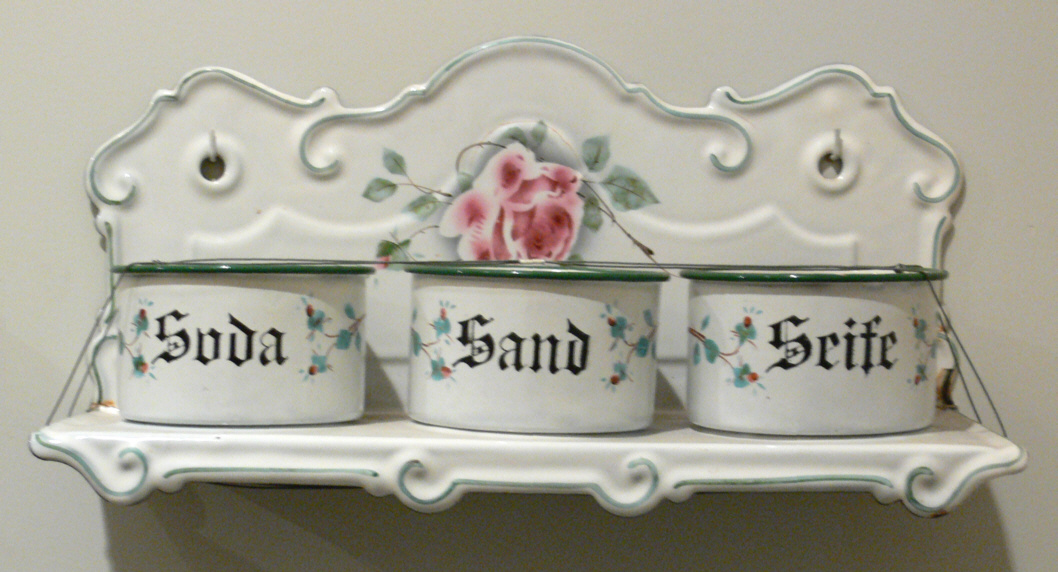
Estante tradicional alemán de loza.
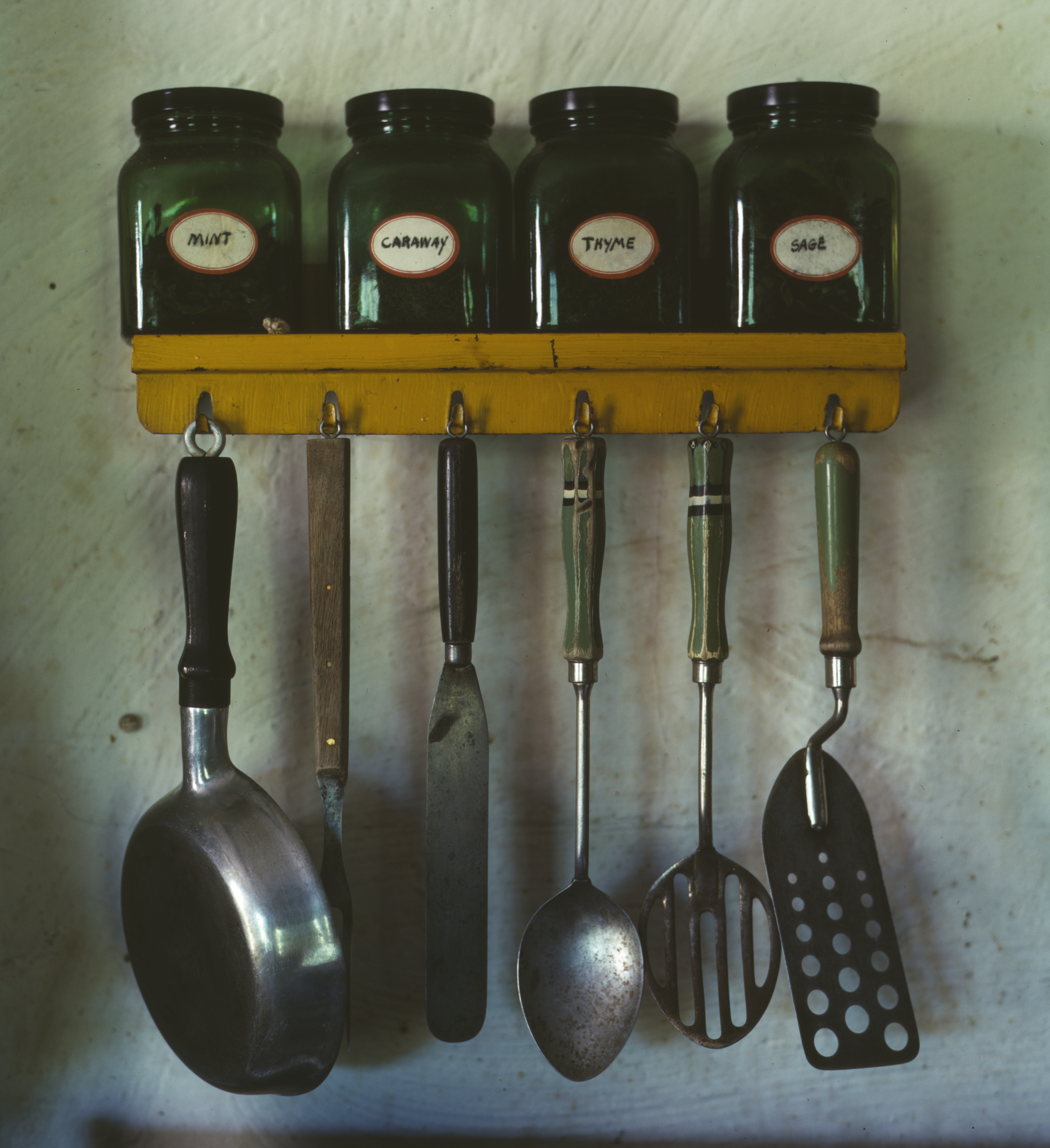
Estante de doble uso: especiero y percha de utensilios de cocina.
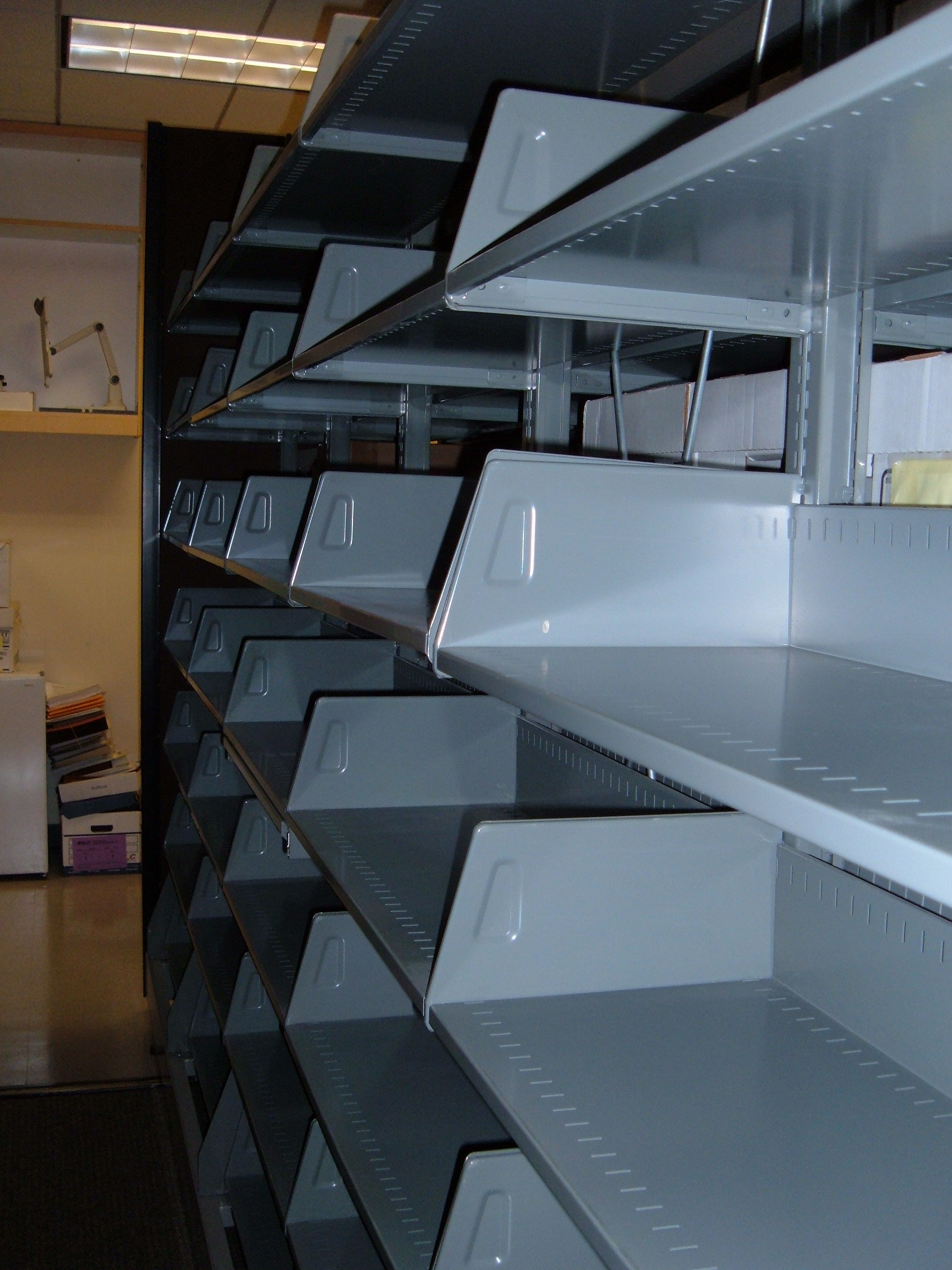
Estantes metálicos para uso comercial.
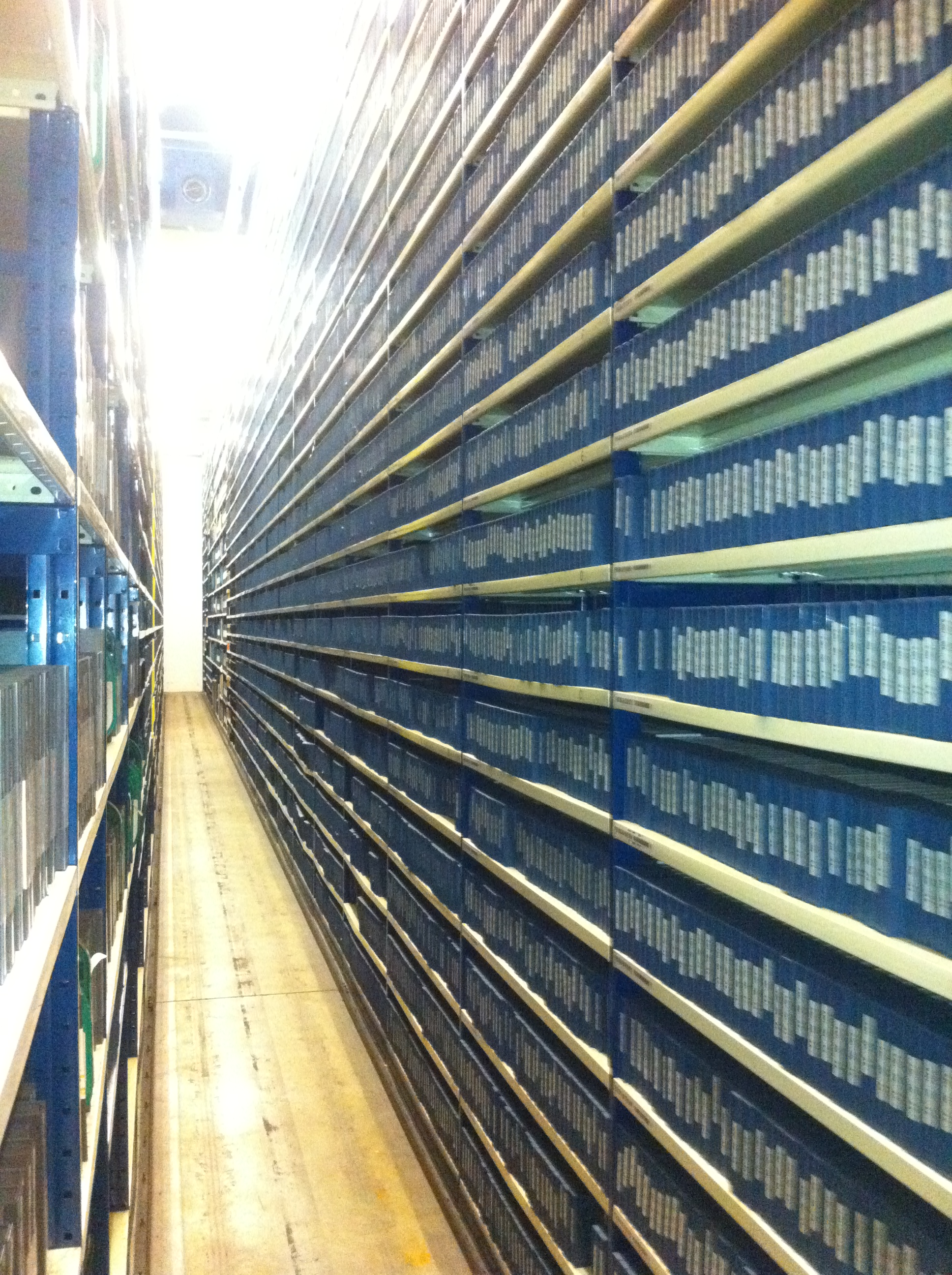
Estante industrial en el archivo de una videoteca.